# The Punkles
The Punkles («Панклз») — немецкая рок-группа, исполняющая кавер-версии песен группы The Beatles в стиле панк-рок.

## История
Группа The Punkles была образована в 1998 году в Гамбурге (Германия) и, по сути, являлась сторонним проектом участников немецкой группы Prollhead, играющей хард-рок.
После масштабных туров по Европе у The Punkles в октябре 2005-го и весной 2006 года были совместные туры с группой Beatallica, в отличие от которой, The Punkles пели песни The Beatles «как они есть» — играя каверы на оригинальные композиции и исполняя тот же самый текст, но слегка убыстряя и придавая песням The Beatles «панк-звучание» в стиле группы The Ramones.
The Punkles пользовались успехом не только в Европе (в Великобритании, например, они выступали в Cavern Club), но и в Японии, где их альбомы The Punkles 1998—2003 и Pistol появились в Top 50. Их последний альбом, Punkles For Sale, появился в апреле 2006 года. С тех пор группа The Punkles больше не выступала.

## Состав
- Джоуи Леннон (англ. Joey Lennon) — вокал, ритм-гитара
- Ди Ди Харрисон (англ. Dee Dee Harrison) — вокал, лид-гитара (1998—2002)
- Капитан О’Харрисон (англ. Captain ‘O Harrison) — бэк-вокал, лид-гитара (2002—2004)
- Стифф Харрисон (англ. Stiff Harrison) — вокал, лид-гитара (2004)
- Рэт Харрисон (англ. Rat Harrison) — вокал, лид-гитара (2004—2006)
- Сид Маккартни (англ. Sid McCartney) — бас-гитара
- Марки Старки (англ. Markey Starkey) — ударные, перкуссия, вокал
- Малькольм Эпстайн (англ. Malcolm Epstein) — продюсер

В «именах» музыкантов The Punkles можно узнать имена участников групп The Beatles (Джон Леннон, Пол Маккартни, Джордж Харрисон и настоящее имя Ринго Старра — Ричард Старки); The Ramones (Джоуи Рамон, Ди Ди Рамон и Марки Рамон) и Sex Pistols (Сид Вишес).
Есть также предположение, что один из псевдонимов — Капитан О’Харрисон — это намек на один из псевдонимов Джона Леннона — Д-р Уинстон О’Буги (англ. Dr. Winston O’Boogie).

## Дискография
- The Punkles (1998 — Wolverine Records)
- Punk! (2002 — Bitzcore; в оформлении обложки содержится пародия на альбом Help!)
- Beat The Punkles (2002 Bitzcore — переиздание их первого альбома; название — возможно, аллюзия на альбом With The Beatles, а так же на альбом Beat The Bastards группы The Exploited)
- 1998—2003 (Imperial/Teichiku Records)
- Pistol (2004 Bitzcore & Imperial/Teichiku Records; название — возможно, аллюзия на альбом Revolver)
- Punkles For Sale (2006 Punkles Records & Imperial/Teichiku Records; название — аллюзия на альбом Beatles For Sale, в оформлении обложки содержится пародия на альбом Abbey Road)[3][нет в источнике].